# FV Gröditz

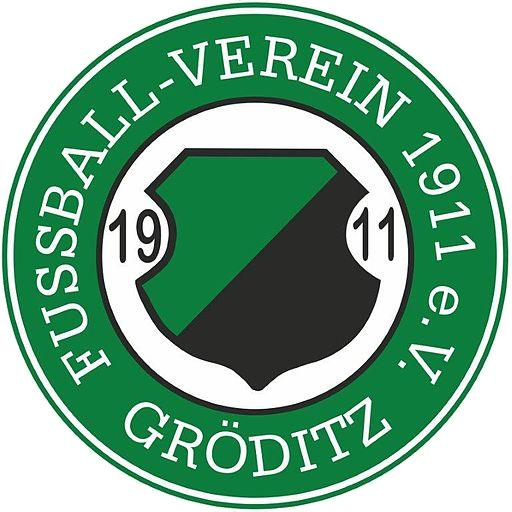
Logo

FV Gröditz is een Duitse voetbalclub uit Gröditz, Saksen.

## Geschiedenis
De club werd in 1911 opgericht als SV 1911 Gröditz.De club was aangesloten bij de Midden-Duitse voetbalbond en speelde van 1923 tot 1930 in de competitie van Noord-Saksen, een van de vele hoogste klassen van de bond. De competitie werd gedomineerd door Riesaer SV 03 en Gröditz eindigde steeds in de middenmoot. In 1930 werd de competitie ontbonden en Gröditz werd ondergebracht in de competitie van Mulde (groep Elbe-Elster) en degradeerde daar meteen.
Na de Tweede Wereldoorlog werd de club heropgericht als Stahl Gröditz. In 1960 promoveerde de club naar de II. DDR-Liga, de derde klasse. Een jaar later werd de naam gewijzigd in TSG Gröditz. In 1972 promoveerde de club naar de DDR-Liga, de tweede klasse, en speelde daar zeven seizoenen lang. In deze tijd werkte de club nauw samen met Dynamo Dresden. In 1980 promoveerde de club weer en werd tweede achter Energie Cottbus en maakte zo net geen kans op promotie naar de hoogste klasse. In 1984 werd de DDR-Liga van vijf naar twee reeksen teruggebracht en Gröditz haalde het net niet en degradeerde naar de Bezirksliga.
Na de Duitse hereniging werd de naam gewijzigd in FV Gröditz. De club zonk weg naar de lagere regionale reeksen.